# Шайдуко, Георгий Иванович
Георгий Иванович Шайдуко (6 августа 1962, Никополь, Днепропетровская область — 8 января 2023) — советский и российский яхтсмен, заслуженный мастер спорта СССР, участник четырёх Летних Олимпийских игр, серебряный призёр Олимпийских игр 1996 года в Атланте в классе «Солинг», трёхкратный чемпион мира в классе «Солинг», чемпион Европы, СССР и России, президент Всероссийской федерации парусного спорта (2010—2012).

## Биография
Георгий Иванович Шайдуко родился 6 августа 1962 года в городе Никополе, Днепропетровской области. Парусным спортом начал заниматься в девятилетнем возрасте в яхт-клубе «Трубник». Первым его тренером был Николай Иванович Эсаулов.
В 1981 году окончил Никопольский металлургический техникум по специальности электрометаллургия стали и ферросплавов, а в 1985 году — Днепропетровский Государственный институт физической культуры и спорта по специальности тренер-преподаватель. С 1985 по 1987 год проходил срочную службу в ЦСК ВМФ.
В 1982 году вместе со шкотовым Владимиром Груздевым стал чемпионом СССР в классе «Летучий голландец» и вошёл в тройку призёров на международных соревнованиях в Йере, Каннах и Киле. В 1983 году в классе «Солинг» вместе с Груздевым и Сергеем Кановым занял второе место в Чемпионате СССР и Кубке СССР.
В 1988 году на дебютных для себя Олимпийских играх в Сеуле занял 10-е место. Серебро, завоёванное в 1996 году в Атланте Георгием Шайдуко, Игорем Скалиным и Дмитрием Шабановым в классе «Солинг», стало второй наградой России в парусном спорте за историю Олимпийских игр (если не брать в расчёт медали, завоёванные российскими спортсменами в составе команды СССР).
В 2000 году занимал 11-е место в мировом рейтинге ISAF.
С 2004 по 2008 год президент Российской ассоциации яхт класса «Дракон». С 3 декабря 2009 года — и. о. президента, а с 4 декабря 2010 года по 2012 год — президент Всероссийской федерации парусного спорта.
Скончался 9 января 2023 года. Похоронен на кладбище «Луговское» в Лобне.

## Достижения
- Олимпийские игры: 1996 — 2 место;
- Чемпионат мира: 1996—1998 г.г — 1 место, 1987 г. — 3 место;
- Кубок мира: 1987, 1996, 1998 — 1 место, 1982, 1990 — 2 место;
- Чемпионат Европы: 1987, 1990 — 1 место, 1998 — 2 место, 1985, 1998 — 3 место;
- Чемпион СССР: 1982, 1984, 1985, 1987, 1988, 1989, 1990 годы;
- Чемпион России: 1994—2009 годы;
- «Джира де Италия» — 1993, 1995, 1998 г. — 2 место.
- Чемпионат Украины в классе Мелджес 24[англ.], 2012 год, 2 место

## Государственные награды
- Медаль ордена «За заслуги перед Отечеством» II степени (6 января 1997 года) — за заслуги перед государством и высокие спортивные достижения на XXVI летних Олимпийских играх 1996 года[12]

## Семья
- Супруга Юлия
- Сын Филипп

## Память
Бюст Георгия Шайдуко установлен на Аллее славы героев спорта в ЦСК ВМФ им. Адмирала флота Советского Союза С.Г. Горшкова в конце ноября 2023 года.

## Адрес в Московской области
- Рыбаки (Дмитровский городской округ)[14]